# That's the Way Love Goes
"That's the Way Love Goes" é uma canção da cantora americana Janet Jackson, lançada como primeiro single de seu quinto álbum de estúdio, Janet (1993) em abril do mesmo ano. Por "That's the Way Love Goes", Janet Jackson ganhou seu segundo Grammy Award, o de Melhor Canção de R&B, e se tornou a música de album membro da família Jackson a ficar por mais semanas no topo da Billboard Hot 100, oito semanas.

## Antecedentes
Em 1991, Jackson cumpriu seu contrato com a A&M Records, assinando um contrato multimilionário com a Virgin Records estimado entre 32 e 50 milhões de dólares, tornando-se a artista mais bem paga da época. A música de "That’s the Way Love Goes" foi originalmente composta por Jimmy Jam e Terry Lewis com base em uma amostra de "Papa Don't Take No Mess", de James Brown. Brown a princípio se recusou a dar permissão para usar a música, já que muitos rappers usaram amostras de suas canções e o artista não gostou das letras vulgares de suas canções. Jem e Lewis explicaram a ele que era uma música para Janet Jackson e que ele não deveria se preocupar, pois não haveria nenhum problema. Depois de ouvir o resultado do trabalho, deu permissão para gravar.
A primeira versão de "That's the Way Love Goes" tinha um tom de amor abandonado que Jackson revisou, contatando o produtor Jimmy Jam para dizer que ela estava tomando uma direção alternativa. Jackson ficou inicialmente indiferente ao ouvir seu instrumental, o que a levou a solicitar uma fita cassete para ouvir enquanto embarcava em um breve período de férias em Anguila, em dezembro de 1992. Ao retornar, em janeiro de 1993, Jackson mostrou-se animada com a faixa: "Você sabe aquela faixa que você fez? Eu adorei. É absolutamente uma bomba", acrescentando: "Eu não estava ouvindo, mas agora estou totalmente ouvindo. Temos que fazer essa faixa! Oh meu Deus, tocamos sem parar!". Jackson desejou escrever e gravar a música imediatamente e rapidamente planejou seu título.
Jam comentou que "That The Way Love Goes" era a introdução perfeita sobre o que o álbum seria. Depois de mostrar-se animada com a faixa, Jackson procurou o produtor. Ele lembrou: "Por volta de uma da manhã, o interfone disparou no meu quarto. Ela disse: 'Jimmy? Você está acordado?' Eu disse: 'Eu estou agora'. Ela disse: 'Eu tenho o conceito. Vai se chamar 'That's the Way Love Goes'.' Ao longo de todo o projeto, foi nossa música favorita. [...] havia algo sobre aquela música que pensamos ser tão diferente e realmente capturou essa parte de sua vida". Em retrospecto, Jackson considerou a música "relaxada e despreocupada", sendo "fácil e divertida, suave e sedutora". Quando a Virgin foi para Minneapolis, onde o disco estava sendo gravado, Jackson e seus produtores tocaram uma versão preliminar de "If" para eles. Os executivos sentiram que a canção deveria ser o primeiro lançamento do álbum, e Jackson compartilhou desse sentimento. No entanto, Jam e Lewis ainda queriam que a gravadora lançasse "That's the Way Love Goes" primeiro. Jam lembrou:

"Janet dizia, 'Sim, você está certo!' Então ela voltou uma semana depois e disse: 'Bem... gente, parece que 'If' vai ser o single. A gravadora acha que poderia ter um ótimo vídeo de dança ...' Então, estávamos terminando de gravar mais tarde com Chuck D e tocamos para ele e [o produtor de hip hop] Hank Shocklee as duas músicas. Eles disseram: 'If é como Janet dizendo que está de volta!' Então Janet está olhando para nós como 'Viu? Viu!?' E então ele (Chuck) disse, 'Mas aquela outra música... você sabe quando Sade lança um álbum e não é como um monte de exagero? Ela simplesmente sai e você diz, 'Oh meu Deus, ouça isso !?' Ela mesma se apresenta'. E nós estamos olhando para Janet como, 'Viu!?'".

## Apresentações ao vivo
Jackson apresentou a música em um medley com "If" no MTV Video Music Awards de 1993. A cantora cantou a música em todas as suas turnês após seu lançamento.

## Desempenho comercial
Estreou em 14º lugar na parada americana Billboard Hot 100. Duas semanas mais tarde, um dia antes do 27º aniversário de Jackson, em 16 de maio de 1993, alcançou o 1º lugar em tal parada, 11º na Hot R&B/Hip-Hop Songs, e o 9º lugar na Hot Dance Club Play. O single é também o maior sucesso de Jackson na Hot 100 Airplay, onde passou dez semanas em 1º lugar. Esta canção é o single de maior sucesso de Jackson nos Estados Unidos. Internacionalmente, ele chegou 1º lugar no Canadá, Austrália e Nova Zelândia, top 5 no Reino Unido, Países Baixos e Finlândia, e top 10 na Alemanha, Suécia, Dinamarca e Irlanda.

## Videoclipe
O vídeo foi dirigido pelo ex-marido de Jackson, René Elizondo Jr. em março de 1993. Situado em um loft, Jackson está entre os seus amigos que convencem-a a cantar sua nova canção. Há também a aparição da então desconhecida Jennifer Lopez como dançarina. Foi indicado para três Video Music Awards em 1993: Melhor Vídeo Feminino, Melhor Vídeo Dance e Melhor Coreografia.